# Etmopterus fusus
Etmopterus fusus és una espècie de peix de la família dels dalàtids i de l'ordre dels esqualiforms.

## Morfologia
- Els mascles poden assolir 25,8 cm de longitud total.[3][4]

## Reproducció
És ovovivípar.

## Hàbitat
És un peix marí d'aigües profundes que viu entre 430-550 m de fondària.

## Distribució geogràfica
Es troba al nord d'Austràlia Occidental i, possiblement també, a Java (Indonèsia).